# フェリックス・ガリミール
フェリックス・ガリミール（Felix Galimir、1910年5月12日 ウィーン - 1999年11月10日 ニューヨーク）は、ユダヤ系オーストリア人のヴァイオリニスト、音楽教師。

## 人物・来歴
12歳からウィーン音楽院においてアドルフ・バクとジーモン・プルマンに師事し、1928年に卒業する。
翌1929年に、自身の3人の姉妹とともにガリミール四重奏団を結成し、ベートーヴェン没後100周年を記念して演奏会を行なった。
1930年代には、ベルリンでカール・フレッシュに師事。
1936年に、ウィーン・フィルハーモニー管弦楽団に入団するが、ユダヤ系のために後に退団を余儀なくされ、パレスチナに移住して新設されたイスラエル・フィルハーモニー管弦楽団に入団した。
1938年にニューヨークに行き、新たに弦楽四重奏団を設立するとともに、1939年にNBC交響楽団に入団、1952年から1954年までNBC交響楽団のコンサートマスターを務める。
1950年代に優れた音楽教師として高評を勝ち得るとともに、1962年からジュリアード音楽学校で、1972年からカーティス音楽院の教壇に立ち、1976年からはニューヨークのマネス音楽大学でも教鞭を執った。
1999年に他界して以来、数々の追悼演奏会や記念コンクールが開催されている。